# Kadettenschule der NVA

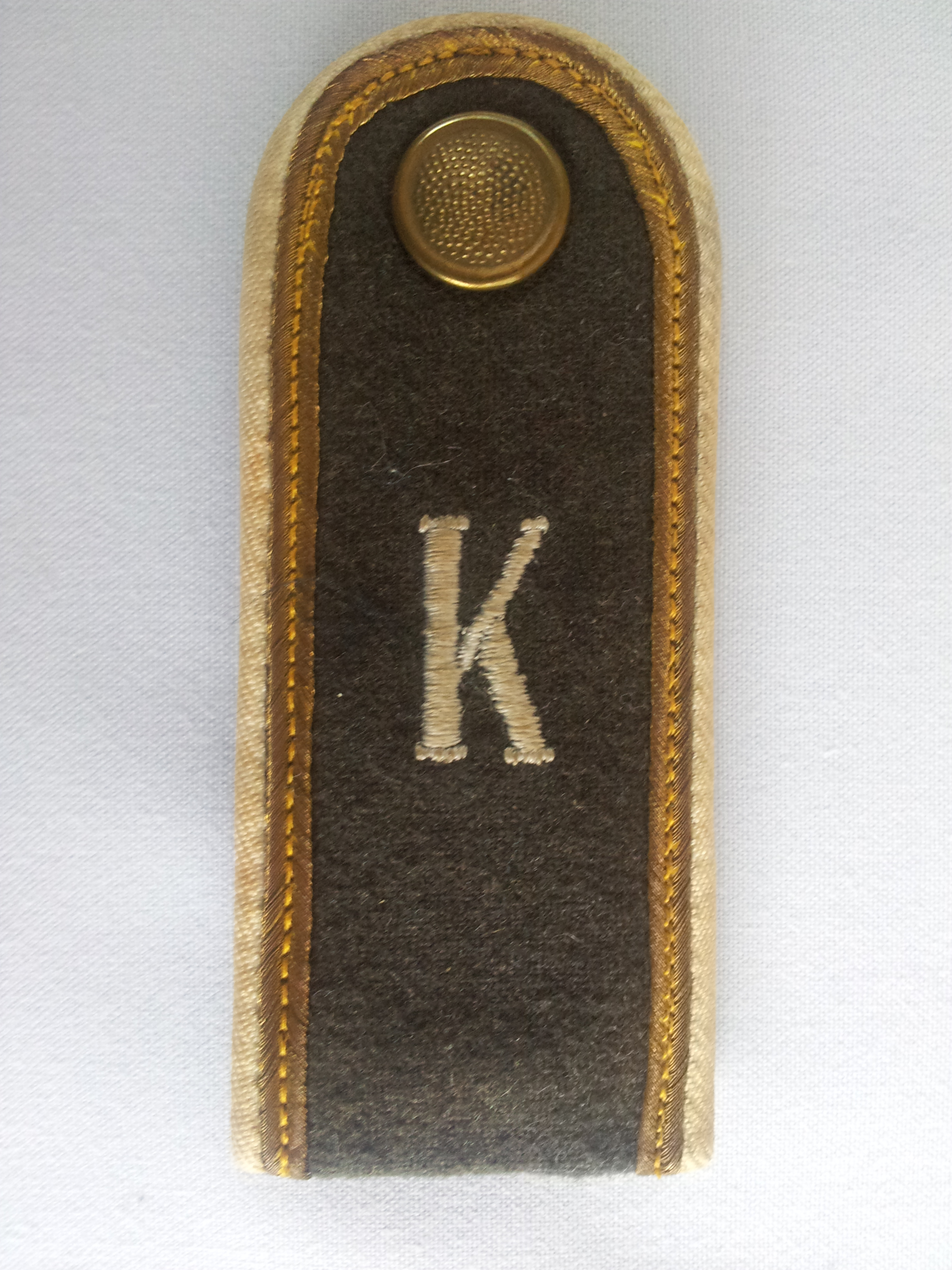
Schulterklappe für Kadettenschüler

Die Kadettenschule der NVA (die Kadette) war eine Kadettenanstalt der Nationalen Volksarmee (NVA) der Deutschen Demokratischen Republik (DDR) in Naumburg (Saale), die von 1956 bis 1961 bestand. Mit ihrer Schließung endete die letzte deutsche Kadettenausbildung.

## Kadetten
Im ersten Ausbildungsjahr 1956/57 wurden 211 Kadetten ab dem 11. Lebensjahr der Klassen 6 bis 9 in zwei Kompanien mit je vier Zügen aufgenommen. Der erste Abiturjahrgang fand 1960 mit knapp 50 Absolventen statt. Im Laufe ihres kurzen Bestehens durchliefen insgesamt etwa 400 Schüler die Einrichtung.
Dem Anspruch, dass überwiegend Söhne von verdienten Kämpfern der Arbeiterklasse Kadetten werden sollten, wurde die Schule nicht gerecht. Arbeiterkinder waren deutlich unterrepräsentiert. Stattdessen wurden überwiegend Söhne von Partei- und Staatsfunktionären, Angestellten und Offizieren in die Kadettenschule geschickt.

## Lehre
Der Lehrplan glich allgemeinen zivilen Mittel- und Oberschulen, war jedoch um (vor-)militärische Ausbildung (vier Wochenstunden) und zusätzlichen Sportunterricht ergänzt, um auf die Offizierslaufbahn der NVA oder in anderen bewaffneten Organen der DDR vorzubereiten. Parallel zum Unterricht wurden militärische Arbeitsgemeinschaften angeboten. Der militärische Teil der Ausbildung wurde in einem jährlichen Sommer- und Winterlager vertieft.

## Geschichte
Die Eröffnung der kostenfreien Schule fand feierlich am 1. September 1956 im Beisein des damaligen DDR-Verteidigungsministers Generaloberst Willi Stoph statt. Vorbild waren die sowjetischen Kadettenschulen, wohingegen man sich von preußischen Kadettenanstalten distanzierte. Das Schulareal war für eine königlich-preußische Kadettenanstalt errichtet und ab 1934 als Nationalpolitische Erziehungsanstalt genutzt worden.
Nach einem mehrjährigen Prozess erkannte die Führung der SED, dass das Kadettenwesen für die NVA untauglich war. Dazu trugen die spezifische soziale Zusammensetzung der Kadetten, der überfrachtete Schulalltag, pädagogisches Unvermögen eines Teils des Stammpersonals, der hohe materielle Aufwand und zunehmende Fragen über Sinn und Aufgaben der Kadettenschule bei. Auch verantwortliche SED-Funktionäre, Eltern und ältere Kadetten übten zunehmend Kritik. Nur eine Minderheit der Kadetten wollten Offiziere werden. Ihre an der Kadettenschule erworbenen militärischen Kenntnisse blieben hinter den Erwartungen zurück. Mit Ablauf des Schuljahres 1960/61 setzte die SED-Führung der Schule ein abruptes Ende. Die Beschäftigung mit der Kadettenschule wurde für DDR-Militärhistoriker zum Tabu.
Die NVA nutzte das Gelände als Vorstudienfakultät zur Vorbereitung auf ein Hochschulstudium an der Militärakademie „Friedrich Engels“ und als Institut für Fremdsprachenausbildung der NVA zur vorbereitenden Sprachausbildung auf ein Studium an einer sowjetischen Militärhochschule.
Das Gelände der Schule wird seit 1990 von der Bundeswehr genutzt. Heute befinden sich dort die III. Inspektion des Bundessprachenamts, die Bundeswehrfachschule Naumburg sowie die Bundeswehrfachschulbetreuungsstelle Naumburg.

## Bekannte Schüler
- Thomas Brasch (1945–2001),[1] Sohn des SED-Funktionärs Horst Brasch, später Schriftsteller und Filmemacher
- Alexander Sgonina (* 1943), später deutscher Bildhauer
- Lothar Engelhardt (1939–2010), später Generalmajor und letzter Chef der NVA